# White Princess 〜一途にイっても浮気してもOKなご都合主義学園恋愛アドベンチャー!!〜
『White Princess 〜一途にイっても浮気してもOKなご都合主義学園恋愛アドベンチャー!!〜』（ホワイトプリンセス いちずにイってもうわきしてもオーケーなごつごうしゅぎがくえんれんあいアドベンチャー）は2003年11月7日にfengから発売された18禁恋愛アドベンチャーゲーム。略称は「ホワプリ」。

## 概要
サブタイトルにも謳われている通り、1人に集中したプレイも全ヒロインを巻き込んだハーレム状態にもできるのが特徴である。
2005年8月25日にKIDよりCEROレーティング12才以上対象のPlayStation 2版『White Princess the second 〜やっぱり一途にいってもそうじゃなくてもOKなご都合主義学園恋愛アドベンチャー!!〜』（ホワイトプリンセス ザ セカンド やっぱりいちずにいってもそうじゃなくてもオーケーなごつごうしゅぎがくえんれんあいアドベンチャー）が発売されているが、こちらは先述のPC版の続編という位置づけであり各キャラクターが1年進級したという設定となっている。
PS2版では主人公はヒロイン全員から好意を寄せられているものの、アダルトゲーム的な意味でのハーレム展開はない。ヒロイン2名と合意の上で同時に交際するという形で作品のコンセプトを表している。なお、ヒロインの組み合わせは任意ではなくシナリオの展開による。また、個別のエンディングしかないヒロインや逆に個別のエンディングが存在しないヒロインもいる。

## 登場キャラクター
声優併記はPC版 / PS2版の順、単独表記はPS2版のみ。
芝原 圭介（しばはら けいすけ）
主人公。彩華学園1年生（PS2版は2年生）。以前剣道をしており、花織とはその時からの知り合い（久しぶりに会って圭介は思い出すのに時間がかかった）。本人は無自覚だが大変な美貌の持ち主のようで（なつみ曰く「ごつ過ぎず甘過ぎず」）、目が合った知らない女生徒をたちまち赤面させてしまうほど。また、あまり恥ずかしがらずに口説き文句めいた台詞が言えてしまう性格もあって常に女の子に取り囲まれている。上記のように周囲の女子全員から好かれている一方で「えっち」「いぢわる」「ケダモノ（柚那談）」といった指摘も多方面から受けている。
望月 真心（もちづき こころ）
声 - 日下千鶴 / 新谷良子
身長：164cm / スリーサイズ：B85 (C)/W58/H83
圭介の幼なじみの1人で彼とは最も古い付き合い。愛称は「ココ」・「真心ちゃん」・「真心」で圭介に対する呼び方は「けーちゃん」。生粋の日本人だが先天性のアルビノのために金髪碧眼で北欧人のような外見の持ち主。幼時から続けているピアノの腕も相まって町内では有名人になっている。人懐っこく天真爛漫な性格で、クラスのムードメーカー的な存在。子供の頃に皆とは違う容姿のせいでいじめられていたが、圭介に助けられている内に自分も変わらなくてはと思い始めて今の明るい性格になった。「住みたい」と言う程の水族館好きであり1日中圭介や透子を付き合わせたこともある。
新川 透子（あらかわ とうこ）
声 - 胡桃沢琴美 / 佐藤利奈
身長：174cm（2年生時は178cm） / スリーサイズ：B90 (D)/W61/H88
圭介の幼なじみで真心とも小学生以来の付き合い。愛称は「トーコ」・「透子ちゃん」・「透子」で圭介に対する呼び方は「けーくん」。子供の頃から内気だったが、成長して背が伸びるとさらに内気になってしまい現在では圭介以外の男子に話しかけられただけでも涙目になってしまう。そんな自分の性格を変えようとなぎなた部に入部し、2年生の2学期には副部長を務めるまでになる。おとなしい性格だが体の大きさに比例して力が強い。甘い物が大好物でお菓子作りも得意。大の猫好きだがあまり懐かれないのが悩みの種（圭介曰く「透子はどちらかというと犬」）。
華岡・アレクサンド・柚那（はなおか・あれくさんど・ゆうな）
声 - AYA / 清水愛
身長：151cm / スリーサイズ：B77 (A)/W54/H79
1年生の時に圭介と同じクラスになり親しくなる。愛称は「柚那」・「柚那ちゃん」で圭介に対する呼び方は「ケイ」。日本人の父と米国人の母の間に生まれたハーフだがそれを感じさせないほど日本人的な顔立ちをしている。ボーイッシュでさばさばした姉御肌であり一人称は「ボク」。プロレス（特にアメリカンプロレス）好きで私服の時は「The・岩」と書かれたTシャツを着ている。また、圭介に実際に技をかけることがあるが高い身体能力の持ち主（100mを12秒で走る）なので破壊力は抜群。さらに時折見せる悪ノリで周囲を巻き込むことも多い。妹の恋奈を溺愛しており圭介に手を出されないか警戒している。父親はハウスキーパーの会社の社長で両親は海外で暮らしており、今は祖父と恋奈の3人で生活している。妹の名前やローマ字の表記などから間違われやすいが「ゆな」ではなく「ゆうな」である。
武内 花織（たけうち かおり）
声 - 川本綾音 / 清水香里
身長：162cm / スリーサイズ：B82 (B)/W59/H82
圭介とは古くからの知り合い。愛称は「花織」・「花織ちゃん」・「カオリン」（カオリンと呼ばれると怒る）で圭介に対する呼び方は「圭介くん」。1年生時は圭介と同じクラスだったが2年生になって別のクラスになった。町内にある神社の娘であり、巫女などの神事の手伝いをしている。幼い頃からなぎなたを習い、圭介とは市の道場で出会った。2年生時にはなぎなた部の部長を務めている。躾と環境のおかげで真面目で折り目正しい性格だが乗せられやすく、我の強さと思いやりの間で板ばさみになることがある。少女漫画が好きで、一度読むと本の世界に入り周りが見えなくなる。
藤沢 姫菜（ふじさわ ひな）
声 - 日向裕羅 / 小清水亜美
身長：167cm / スリーサイズ：B79 (A)/W56/H80
PC版では教育実習生として母校の彩華学園に戻って来て、PS2版では圭介のクラスの副担任を務める。担当科目は英語。圭介に対する呼び方は「芝原くん」。少し天然な性格で些細なミスを繰り返すことが多く、見た目が全然大人っぽくない点からもからかわれることも多い。一方で熱心で生徒思いな性格から生徒の人気は高い。在学当時はソフトボール部のベンチウォーマーだった（実力はあったもののメンタル面に難があったとの事）。教師を目指して真っ直ぐに生きてきたので趣味関係以外は少し疎いところがあるが、どんなことでも楽しめる素直さを持っている。
華岡 恋奈（はなおか れな）
声 - 乃田あす実 / 斎藤千和
身長：156cm / スリーサイズ：B78 (A)/W53/H80
柚那の妹で1歳年下（PS2版では1年生）。PC版では隠しキャラ扱いだがPS2版では彩華学園入学に伴い他キャラと同様の扱いになった。愛称は「恋奈」、「恋奈ちゃん」。柚那と違い金髪碧眼で外国人的な容貌（恋奈は母親似とのこと）。性格的にも姉と異なり温厚で怒るようなことはほとんどないが、恥ずかしがっている時などに繰り出される拳の威力は姉譲り。恐がりなところがあり暗い場所が苦手。圭介は外見も中身も好きなタイプにあてはまるらしく彼を「お兄ちゃん」と呼んで兄のように慕っている。ちなみに柚那のような横文字のミドルネームはない。
白瀬 鳴海（しらせ なるみ）
声 - 豪徳寺愛子 / 小林恵美
身長：157cm
圭介の男友達だが女子と見まごうような外見の持ち主。愛称は「ナル」・「鳴海君」・「鳴海」。柚那のからかいの的で、真心の弟のような存在。気分屋な性格で容姿と名前にコンプレックスを持ち、指摘すると攻撃的になって一日中口をきいてもらえなくなる。かなりの大食漢で、数人分の量はある食事をとることが多い。透子同様に大の甘党でもあり甘すぎるレベルの菓子も平気で平らげてしまう。あまりにも圭介とくっついているためホモ疑惑が持ち上がっているらしいが、本人はいたって無自覚。圭介曰く「透子には甘い」とのことで巨乳好きが取りざたされたことも。見た目に似合わず空手の有段者である。4人姉弟の末っ子で姉が3人いる。

### PS2版追加キャラ
芝原 琴美（しばはらことみ）
声 - 能登麻美子
身長：151cm / スリーサイズ：B76 (B)/W53/H80
圭介の従妹（父親の妹の娘）。恋奈と同じクラスの1年生。実家が遠方にあるため圭介の家に同居しており、圭介のことは「お兄様」と呼んでいる。クールな性格で、礼儀正しいが言いたいことをはっきり口にするタイプ。特に圭介には容赦ないが、家事を引き受けている（圭介の両親は長期出張中で不在）ことなどからも圭介は彼女に頭が上がらない。女の子に囲まれてデレデレしている（ように見える）圭介に不満を持っている。学業成績は優秀で料理も得意など全般的に能力が高いが運動は苦手。ひどく寝相が悪く、ベッドから落ちてしまうこともしばしば。
桜乃 穂乃華（さくらの ほのか）
声 - 田村ゆかり
身長：167cm / スリーサイズ：B84 (C)/W58/H82
2年生から圭介と同じクラスになる。圭介に対する呼び方は「圭介さん」。理事長の娘で超がつくお嬢様である。前年までイギリスに留学していたが2年生進級時に日本に帰国してきた。普段は温厚で言葉遣い（所謂お嬢様言葉になることが多い）は丁寧だが強気な部分を合わせ持つ。多芸多才だがやや世間知らずな一面もあり。以前からあまり男性と接する機会がなかったので男性を苦手としているが、圭介だけは例外らしい。オカルト好きという意外な嗜好があり、語り始めると止まらなくなる。
浦辺 なつみ（うらべ なつみ）
声 - 植田佳奈
身長：163cm / スリーサイズ：B82 (C)/W57/H84
穂乃華同様に2年目から圭介と同じクラスになり委員長を務める。圭介からは「委員長」とそのまま呼ばれており圭介に対する呼び方は「圭介」。仲間内では柚那と特に仲がいい。ソフトボール部に所属しており文武共に優秀。感情の浮き沈みが激しく、普段は率先してリーダーシップを発揮する一方で極端な無気力に陥る時がある。その際は普段のポニーテールをほどいて眼鏡をかけるなど外見の変化で一同にはっきりわかるようになっている。

## スタッフ

### White Princess
- シナリオ
- 原画 - あおい まなぶ
- 音楽
  - OP「恋人大作戦」
    - 作詞 - 桑島由一 / 作曲 - 景家淳 / 歌 - YURIA

  - ED「AM 1:00」
    - 作詞 - 桑島由一 / 作曲 - 景家淳 / 歌 - 橋本みゆき

### White Princess the second
- シナリオ - サイトウケンジ、浅野健司
- 原画 - あおいまなぶ、涼香、まさかず
- 音楽
  - OP「Happiest Princess」
    - 作詞・作曲 - Funta / 歌 - 新谷良子

  - ED「AM 1:00」
    - 作詞 - 桑島由一 / 作曲 - 景家淳 / 歌 - 橋本みゆき